# Somatoliberin
Somatoliberin (Wachstumshormon-Releasing-Hormon) ist ein im Hypothalamus gebildetes Hormon, welches die Bildung und Freisetzung von Somatotropin (STH) (auch Wachstumshormon oder engl. growth hormone (GH)) aus dem Hypophysenvorderlappen, stimuliert. Weitere Bezeichnungen für das Hormon sind Growth hormone releasing hormone (GhRH, GRH), Somatotropine releasing hormone (SRH, SRF) und Somatokrinin.

## Struktur
Das Hormon besteht aus 40 Aminosäuren. Es geht durch proteolytische Prozessierung aus einem Prohormon hervor, welches 108 Aminosäuren groß ist. Der Genlocus der codierenden DNA-Sequenz befindet sich auf dem Chromosom 20.

## Synthese und Sekretion
Somatoliberin wird in neurosekretorischen Zellen des ventromedialen Hypothalamus und im Nucleus arcuatus gebildet und in der Eminentia mediana des Hypothalamus freigesetzt und gelangt über die Portalgefäße in die Adenohypophyse (Hirnanhangsdrüse), wo es die somatotrophen Zellen zur Wachstumshormon-Freisetzung anregt.
Auch Pankreaskarzinome können Somatoliberin synthetisieren und freisetzen.

## Wirkung
Das Hormon stimuliert über die Bindung an den growth hormone releasing hormone receptor die Synthese und Sekretion von Somatotropin. Weiterhin begünstigt es direkt den Tiefschlaf.
Der Gegenspieler des Somatoliberins ist das Somatostatin (SRIH).

## Erkrankungen
Eine übermäßige Produktion von Somatoliberin kann über die verstärkte Ausschüttung von Somatotropin zum Riesenwuchs, während des Wachstums und nach der Wachstumsphase zu Akromegalie führen.

## Doping
Somatoliberin ist als zurzeit noch nicht nachweisbares Dopingmittel im Gespräch.